# 西大寺駅
西大寺駅（さいだいじえき）は、岡山県岡山市東区西大寺上二丁目にある、西日本旅客鉄道（JR西日本）赤穂線の駅である。駅番号はJR-N06。駅名は近傍の西大寺観音院にちなむ。
岡山市東区西大寺地域（旧・西大寺市）の中心駅。

## 歴史
- 1962年（昭和37年）9月1日：国鉄赤穂線伊部駅 - 東岡山駅間延伸時に開設[1][3]。前年までは現在の東岡山駅が「西大寺駅」の名称であった[4]。
- 1969年（昭和44年）10月1日：赤穂線が直流電化。
- 1974年（昭和49年）10月1日：貨物取扱廃止[1]。
- 1983年（昭和58年）7月29日：業務委託駅化[5]。
- 1984年（昭和59年）2月1日：荷物扱い廃止[1]。
- 1987年（昭和62年）4月1日：国鉄分割民営化に伴い、JR西日本の駅となる[1]。
- 2007年（平成19年）9月1日：ICカード「ICOCA」の利用が可能となる。
- 2016年（平成28年）：CTC化に伴い、改札口とホームに設置されたLED式発車標使用開始[6]。
- 2022年（令和4年）
  - 2月8日：この日限りでみどりの窓口営業終了[7][8]。
  - 2月9日：みどりの券売機プラス導入[7][8]。
  - 2月28日：駅スタンプ設置終了[8]。

## 駅構造

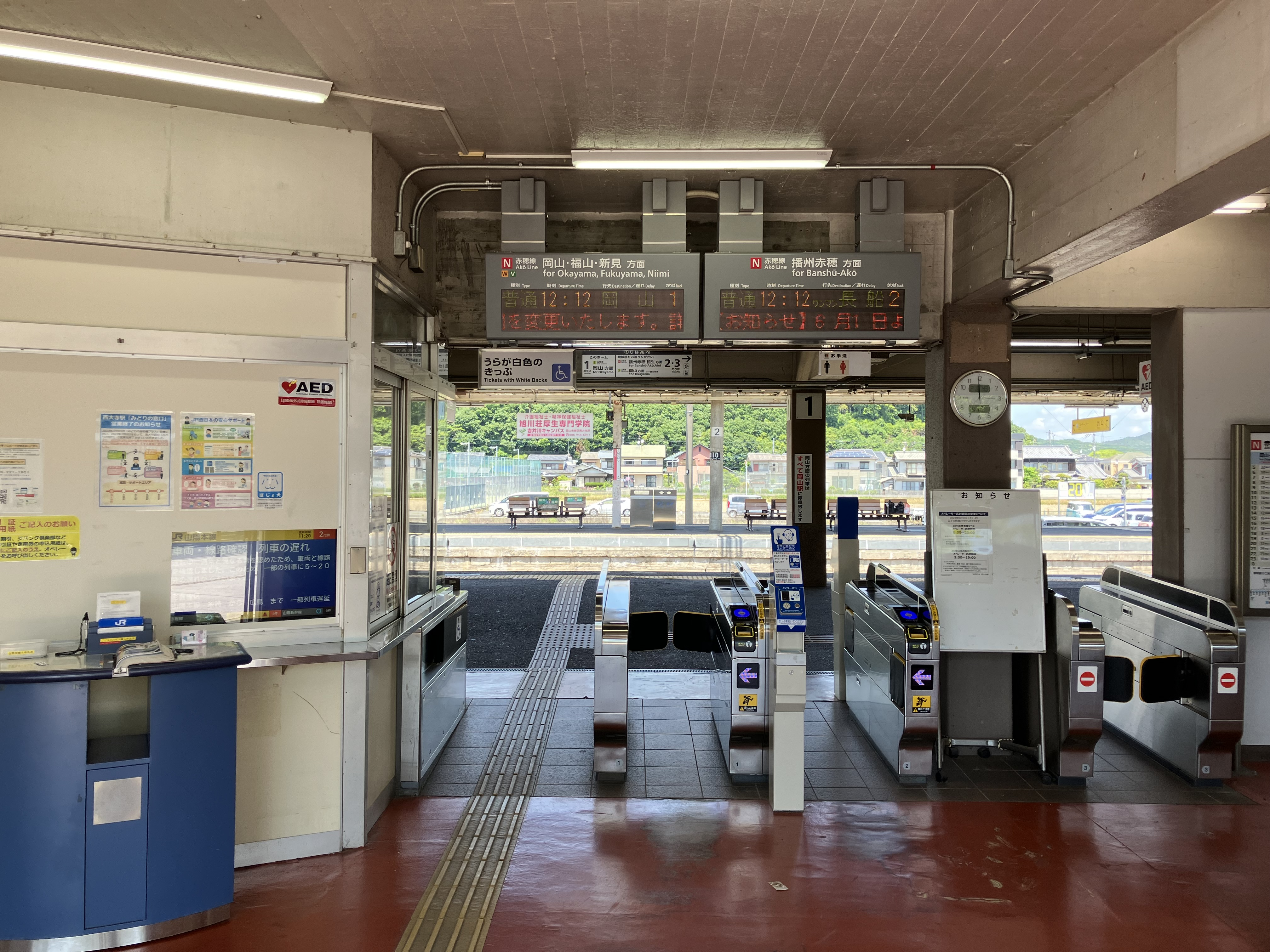
改札(2024年5月)

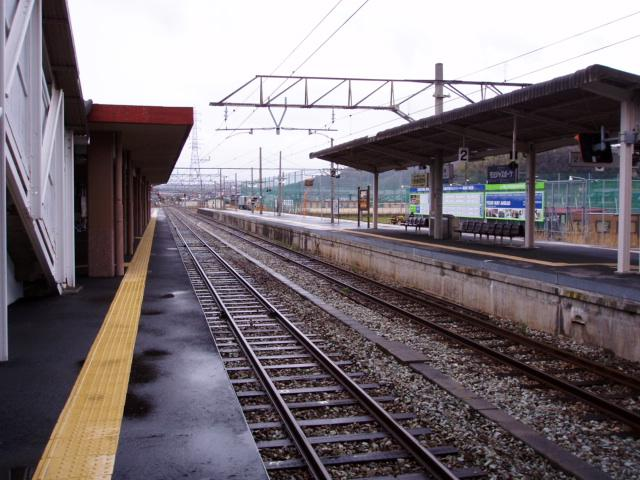
ホーム（2006年4月）

単式・島式ホーム混合2面3線を有する列車交換・折返し可能な地上駅。北側（2・3番のりば）が島式である。ホームには跨線橋に通じるエレベーターも設置され、車椅子でも利用可能。ICOCA利用可能駅（相互利用可能ICカードはICOCAの項を参照）。

### のりば
| のりば | 路線   | 方向 | 行先               | 備考         |
| ------ | ------ | ---- | ------------------ | ------------ |
| 1      | 赤穂線 | 下り | 岡山方面           |              |
| 2      | 赤穂線 | 上り | 播州赤穂・相生方面 |              |
| 3      | 赤穂線 | 下り | 岡山方面           | 当駅始発のみ |

- 停車列車が主に使用する下り本線は1番のりば、上り本線は2番のりばである。

## 利用状況
1日の平均乗車人員は以下の通りである。
| 乗車人員推移 | 乗車人員推移 |
| 年度         | 1日平均人数  |
| ------------ | ------------ |
| 1999         | 3,206        |
| 2000         | 3,258        |
| 2001         | 3,252        |
| 2002         | 3,140        |
| 2003         | 3,143        |
| 2004         | 3,102        |
| 2005         | 3,090        |
| 2006         | 3,052        |
| 2007         | 3,028        |
| 2008         | 3,060        |
| 2009         | 3,042        |
| 2010         | 3,007        |
| 2011         | 3,074        |
| 2012         | 3,092        |
| 2013         | 3,368        |
| 2014         | 3,362        |
| 2015         | 3,497        |
| 2016         | 3,521        |
| 2017         | 3,615        |
| 2018         | 3,704        |
| 2019         | 3,631        |
| 2020         | 3,139        |
| 2021         | 3,070        |

## 駅周辺
- 岡山市東区役所
- 西大寺ふれあいセンター
- 東区保健センター
- 岡山市東消防署
- 岡山市立西大寺小学校
- 岡山県立西大寺高等学校
- 岡山学芸館清秀中学校・岡山学芸館高等学校

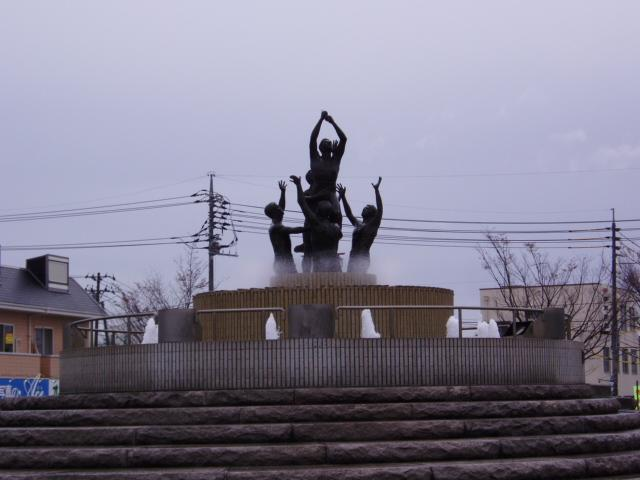
駅のロータリーにある西大寺会陽（はだか祭り）の銅像

- 両備バス西大寺バスセンター・リョービプラッツ西大寺店：旧・西大寺鉄道西大寺市駅（南西約1km）
- 天満屋ハピータウン西大寺店
- 生活協同組合おかやまコープ西大寺店
- ディオ西大寺店
- 国立印刷局岡山工場
- 西大寺公共職業安定所
- 西大寺税務署
- 西大寺郵便局
- 中国銀行西大寺支店
- トマト銀行西大寺支店
- おかやま信用金庫西大寺支店
- 西大寺観音院
- 石原果樹園

## バス路線
駅前ロータリーに「西大寺駅」停留所があり、以下の路線が発着する。
- 両備ホールディングス（両備バス）
  - 西大寺・岡山駅方面
    - 315：岡山駅行き

  - 東区役所方面
    - 315：東区役所前行き
- 東備バス（両備ホールディングスの運行子会社）
  - 西大寺・東区役所方面
    - 303：西大寺バスセンター行き
    - 303：東区役所前行き

  - 牛窓方面
    - 303：牛窓行き（南回り）

## 隣の駅
西日本旅客鉄道（JR西日本）
 赤穂線
大多羅駅 (JR-N05) - 西大寺駅 (JR-N06) - 大富駅 (JR-N07)